# Liste der Finanzminister des Saarlandes
Dieser Artikel enthält eine Liste der Finanzminister des Saarlandes.

## Finanzminister Saarland (seit 1947)
| Name                                            | Amtsantritt                                       | Kabinett                                   | Partei                            |
| Minister für Finanzen und Forsten               | Minister für Finanzen und Forsten                 | Minister für Finanzen und Forsten          | Minister für Finanzen und Forsten |
| ----------------------------------------------- | ------------------------------------------------- | ------------------------------------------ | --------------------------------- |
| Christian Grommes                               | 20. Dezember 1947                                 | Hoffmann I                                 | parteilos                         |
| Friedrich Reuter                                | 14. April 1951                                    | Hoffmann II                                | parteilos                         |
| Erwin Müller                                    | 23. Dezember 1952                                 | Hoffmann III                               | CVP                               |
| Paul Senf                                       | 17. Juli 1954                                     | Hoffmann IV                                | parteilos                         |
| Adolf Blind                                     | 29. Oktober 1955 10. Januar 1956                  | Welsch Ney                                 | parteilos                         |
| Manfred Schäfer                                 | 4. Juni 1957 26. Februar 1959 30. April 1959      | Reinert I Reinert II Röder I               | CDU                               |
| Ludwig Schnur                                   | 9. Februar 1960                                   | Röder I                                    | CDU                               |
| Arthur Heitschmidt                              | 17. Januar 1961                                   | Röder II                                   | FDP                               |
| Paul Senf                                       | 6. Februar 1963                                   | Röder II                                   | parteilos                         |
| Reinhard Koch                                   | 19. Juli 1965                                     | Röder III                                  | FDP                               |
| Helmut Bulle                                    | 22. Juni 1967 13. Juli 1970                       | Röder III Röder IV                         | CDU                               |
| Alfred Wilhelm                                  | 22. Februar 1973                                  | Röder IV                                   | CDU                               |
| Minister der Finanzen                           |                                                   |                                            |                                   |
| Konrad Schön                                    | 23. Januar 1974                                   | Röder V                                    | CDU                               |
| Ferdinand Behles                                | 1. März 1977 5. Juli 1979                         | Röder VI Zeyer I                           | CDU                               |
| Gerhard Zeitel                                  | 23. Mai 1980                                      | Zeyer II                                   | CDU                               |
| Edmund Hein                                     | 10. Juli 1984                                     | Zeyer III                                  | CDU                               |
| Hans Kasper                                     | 9. April 1985 21. Februar 1990                    | Lafontaine I Lafontaine II                 | SPD                               |
| Minister für Wirtschaft und Finanzen            |                                                   |                                            |                                   |
| Christiane Krajewski                            | 23. November 1994 9. November 1998                | Lafontaine III Klimmt                      | SPD                               |
| Minister für Finanzen und Bundesangelegenheiten |                                                   |                                            |                                   |
| Peter Jacoby                                    | 29. September 1999                                | Müller I                                   | CDU                               |
| Minister der Finanzen                           |                                                   |                                            |                                   |
| Peter Jacoby                                    | 6. Oktober 2004 10. November 2009 24. August 2011 | Müller II Müller III Kramp-Karrenbauer I   | CDU                               |
| Minister für Finanzen und Europa                |                                                   |                                            |                                   |
| Stephan Toscani                                 | 9. Mai 2012 17. Mai 2017                          | Kramp-Karrenbauer II Kramp-Karrenbauer III | CDU                               |
| Peter Strobel                                   | 1. März 2018                                      | Hans                                       | CDU                               |
| Minister der Finanzen und für Wissenschaft      |                                                   |                                            |                                   |
| Jakob von Weizsäcker                            | 26. April 2022                                    | Rehlinger                                  | SPD                               |